# Цветовое зрение
Цветовое зрение, или цветное зрение, или цветовосприятие, или цветоощущение (цветовая чувствительность, цветовое восприятие) — способность глаза (зрительной системы) животных, в том числе человека, различать цвета, ощущать отличия в спектральном составе видимых излучений и в окраске предметов, то есть воспринимать и преобразовывать световое излучение определённого спектрального состава в ощущение различных цветовых оттенков и тонов, формируя целостное ощущение («хроматичность», «цветность», «колорит»). Свойственно многим видам животных: среди беспозвоночных — некоторым головоногим моллюскам, ракообразным (например, ракам-богомолам) и насекомым, среди позвоночных — от рыб до млекопитающих. Цветовое зрение является важным компонентом зрительной ориентации, улучшает различимость объектов и обеспечивает дополнительную информацию о них, расширяет возможности животного добывать пищу и избегать врагов.

## Общие сведения
Длинноволновые излучения вызывают ощущение красного и оранжевого цветов, средневолновые — жёлтого и зелёного, коротковолновые — голубого, синего и фиолетового. В спектре — семь основных цветов: красный, оранжевый, жёлтый, зелёный, голубой, синий и фиолетовый. Различают также множество промежуточных оттенков. Белый, серый и чёрный цвета называются ахроматическими (лишены цветности). Лишёнными цвета являются также «чисто» прозрачные среды, как-то: стекло, вода, газ и т. п. (химически и физически чистые). Вода глубоких залеганий (морская) сохраняет относительную прозрачность и теряет бесцветность — приобретает цвет морской волны (светло-синяя, темно-голубая лазурь) из-за того, что сама становится светопроводящей и светопреломляющей средой.

## Восприятие цветов
Восприятие цвета связано с функцией колбочковых клеток сетчатки глаза. Из теорий, объясняющих цветовое зрение, наибольшее распространение получила трёхкомпонентная теория. По этой теории предполагается, что в глазу имеются три цвето-воспринимающих аппарата, возбуждающиеся в разной степени под действием красного, зелёного и синего цвета. Нормальное цветоощущение называется нормальной трихромазией, а люди с нормальным цветовым зрением — нормальными трихромами.

## Дефекты и нарушения цветного зрения
Расстройства цветового зрения бывают врождёнными и приобретёнными. Приобретённые расстройства цветового зрения наблюдаются при различных заболеваниях сетчатки и зрительного нерва, особенно их атрофиях; чувствительность при этом снижается ко всем трём основным цветам: красному, зелёному и синему. Врождённые расстройства именовались ранее дальтонизмом (по имени английского учёного Дальтона, описавшего нарушения цветового зрения). Цветовая слепота (невозможность различения цвета) бывает полной и частичной. При полной цветовой слепоте все цвета представляются одинаковыми (серыми) и отличаются только яркостью. Полная цветовая слепота встречается редко, при этом наблюдаются также другие изменения глаз: светобоязнь, центральная скотома, низкая острота зрения. Частичная цветовая слепота заключается в невосприятии одного из трёх основных цветовых ощущений. Цветовую слепоту преимущественно на красный свет называют протанопией, на зелёный — дейтеранопией, на синий — тританопией (от греч. πρῶτος, δεύτερος, τρίτος «первый», «второй», «третий», греч. ἀ(ν)- отриц. частица, греч. ὄψις «зрение»). При частичной цветовой слепоте все возможные цветовые оттенки слагаются только из двух цветов. Чаще всего слепота бывает на красный и зелёный цвета.

## Диагностика и лечение нарушений цветовой чувствительности
Исследование цветоощущения производят при помощи специальных полихроматических таблиц Е. Б. Рабкина или особого прибора — аномалоскопа. Прогноз: при лечении заболеваний, вызвавших нарушение цветового восприятия, возможно восстановление цветоощущения; врождённые нарушения (за очень редкими исключениями) неизлечимы. ВМС США используют пластины Исихара (и альтернативу) для скрининга цветового зрения.